# Асатиани, Ладо Мекиевич
Ладо (Владимир) Мекиевич (Мелхиседекович) Асатиани (груз. ლადო (ვლადიმერ) მელქისედექის ძე ასათიანი; 14 января 1917 года, Кутаиси — 23 июня 1943) — грузинский советский поэт.

## Биография
Отец, Мелкиседеки, и мать, Лида Цкитишвили, были учителями. Дед Асатиани, Гуджу, житель села Барднала в исторической области Лечхуми, был раскулачен. Семья отца Асатиани переехала в Кутаиси, где Ладо окончил школу-семилетку и начал учёбу в сельскохозяйственном техникуме.
Мелкиседеки Асатиани удалось вернуться в родное село, где он вместе с женой стал преподавать в местной школе, однако в 1937 году его супругу репрессировали, она была сослана в Сибирь, где вскоре и скончалась.
Ладо окончил Кутаисский педагогический институт (1938).
С 1938 года жил в Тбилиси, на улице Павла Ингороквы (дом не сохранился). Сотрудничал в газетах «Наше поколение» и «Юный ленинец», работал редактором.
Скончался от туберкулёза, которым болел с 1939 года.

## Сочинения
Первое стихотворение Асатиани, «Февральское утро», было напечатано в газете «Сталинели» (Кутаиси) 25 февраля 1936 года.
В 1941 году вышла книга «Стихи».
Поэмы «Аспиндза», «Битва в Басиани», «Колхида» оставили заметный след в грузинской поэзии

## Память
Похоронен в Дидубийском пантеоне (1968, перезахоронение).
Именем Ладо Асатиани названы улица в Тбилиси и Кутаиси.